# 最初の示現
末日聖徒イエス・キリスト教会（通称：モルモン教会）において最初の示現（さいしょのじげん、First Vision）とは、1820年に14歳のジョセフ・スミス・ジュニアがニューヨーク州のパルマイラ (ニューヨーク州の町)とマンチェスター (ニューヨーク州の町)の町にまたがる森でひざまずき祈ったところに、2人の神（父なる神と、子なる神イエス・キリスト）が現れ、啓示を受けたことを指す。
この出来事には複数のバージョンが存在するが、1840年に出版されたモルモン教の印刷物から存在する。

## 背景
教会の歴史記録によれば、当時ジョセフ・スミス・ジュニアは両親や家族とともにニューヨーク州マンチェスター（他の資料
と照らし合わせると、厳密には同州パルマイラ内のマンチェスター境付近であったと考えられる）に住んでいた。その頃、その地域では宗教に関する常ならぬ論争が起きていた（時期的には米国の宗教史上、第二次大覚醒の時期）。多くの人々が様々な教派の教会に加わったが、人々の教派への所属が定まってくると、教派間の論争が激しくなり、それぞれの教派が自分の教派の教理が正しく他が間違っていると主張し合った。その論争は教派の指導者のみでなく、それぞれの教派に加わった信者同士の論争を含む激しいものであった。
そのような状況の中、ジョセフ・スミス・ジュニアは自らの加わるべき教会を探していたが、14歳という若さの彼にとって、どの教派が正しく、どの教派が間違っているのか、結論を出すことは容易ではなかった。

## 最初の示現
このように、教派間の対立と論争が激しく起こる中、ジョセフ・スミス・ジュニアは次の聖書の一節から、自らが行うべきことについての霊感を受ける。

「あなたがたのうち、知恵に不足しているものがあれば、その人は、とがめもせずに惜しみなくすべての人に与える神に、願い求めるがよい。そうすれば、与えられるであろう。」（『新約聖書』ヤコブの手紙　1章5節）

聖書のこの言葉から、彼はどの教派が正しいのか、答えを神に尋ね求めることを決心する。彼は近くの森へ入って、ひざまずくと、心からの願いによって神に祈り求めた。その時に起きた出来事について、彼は次のように書いている。

「神に願い求めるというこの決心に従って、わたしはこれを実行するために人目を避けて森に入って行った。それは千八百二十年の早春、美しい晴れた日の朝のことであった。･･････辺りを見回し、自分一人であることを確かめると、ひざまずいて、心の願いを神に告げ始めた。･･････わたしは自分の真上に、太陽の輝きにも勝って輝いている光の柱を見た。そして、その光の柱は次第に降りて来て、光はついにわたしに降り注いだ。･･････そして、その光がわたしの上にとどまったとき、わたしは筆紙に尽くし難い輝きと栄光を持つ二人の御方がわたしの上の空中に立っておられるのを見た。すると、そのうちの御一方がわたしに語りかけ、わたしの名を呼び、別の御方を指して、「これはわたしの愛する子である。彼に聞きなさい」と言われた。」

「わたしが主にお伺いしようとした目的は、自分が加わるべき教派を知るために、すべての教派のうちのどれが正しいかを知ることであった。そこで、わたしは我に返って物を言えるようになるやいなや、わたしの真上で光の中に立っておられた方々に、すべての教派のうちのどれが正しいか･･････、また自分はどれに加わるべきかを伺った。すると、それらのどれにも加わってはならない、すべて間違っているからである、とのお答えであった。」

このようにジョセフ・スミス・ジュニアがこの「二人の御方」、すなわち、父なる神と、子なる神イエス・キリストにまみえ、啓示を受けた出来事を指し、末日聖徒イエス・キリスト教会において「最初の示現」と呼んでいる。また、ジョセフ・スミス・ジュニアが述べるこの出来事は、同教会設立の起源ともなっている。